# Sungai Linau
Sungai Linau is een bestuurslaag in het regentschap Bengkalis van de provincie Riau, Indonesië. Sungai Linau telt 577 inwoners (volkstelling 2010).